# Tramlijn 5 (Antwerpen)
De Antwerpse premetro-tramlijn 5 van de Vlaamse Vervoermaatschappij "De Lijn" te Antwerpen werd in dienst gesteld op 4 maart 2006 en verbond toen het Wim Saerensplein te Deurne via de premetrotunnel onder de Schelde met Antwerpen Linkeroever. Op 14 april 2012 werd de lijn verlengd van Deurne naar Wijnegem Fortveld.
Het is de tweede Antwerpse tramlijn met het lijnnummer 5. De kenkleur van deze lijn is donkerrood.

## Traject
van Wijnegem Fortveldstraat via Wijnegem Shopping Centrum - August Van de Wielelei - Ruggeveldlaan - Wim Saerensplein - Ruggeveldlaan - Ter Heydelaan - Confortalei - De Berlaimontstraat - Lakborslei - De Gryspeerstraat - premetrotak Noord (stations Schijnpoort, Handel, Elisabeth, Astrid) - premetrotak West (stations Opera, Meir, Groenplaats, Van Eeden) - Blancefloerlaan.

## Geschiedenis

### Eerste tramlijn 5
De eerste tramlijn 5 werd op 12 november 1903 in bedrijf genomen tussen de hoek Kammenstraat/Nationalestraat (vlak bij de Groenplaats) via de Lange Lozanastraat naar "Dikke Mee" in Wilrijk. De trams die reden tot de Wilrijkse Poort in Berchem hadden een rood koersbord en de diensten die doorreden naar "Dikke Mee" een rood/wit. In juli 1904 werd de lijn naar de Groenplaats doorgetrokken. In 1912 werd een enkelspoorverlenging naar station Wilrijk (Bist) in dienst gesteld die over de Eglantierlaan, Seringenlaan, Acacialaan, Berkenlaan, Laarstraat en de Heistraat liep. Het tweede spoor werd een jaar later aangebracht.
In 1926 stelde het Antwerpse Stadsbestuur voor om het rondrijden van trams op de Groenplaats zo veel mogelijk te vermijden en om lijn 5 een keermogelijkheid via Meirbrug en Huidevettersstraat te bieden. In 1930 stelde de trammaatschappij aan het Stadsbestuur voor om de trams van lijn 5 vanaf de Groenplaats terug te laten keren over de Nationalestraat, Kronenburgstraat om dan in de Kasteelpleinstraat de normale reisroute te hervatten. Pas in 1931 werd deze kwestie min of meer opgelost en reden de trams van lijn 5 een lus door vele binnenstadsstraten, maar ze meden de Groenplaats niet.
In 1936 werden door het drukke tramverkeer de lijnen 5 en 23 tot één lijn gebundeld: Wilrijk – Antwerp Stadion (Bosuil). In Wilrijk werd de lijn naar het August Van Daelplaats (nu: Frans Nagelsplein) gevoerd. In de Tweede Wereldoorlog werd lijn 5 ingekort tot Wilrijk – Groenplaats en nam lijn 12 het oostelijk lijngedeelte over. Eenrichtingswagens met een conducteursplaats werden op lijn 5 in 1950 in gebruik genomen.
Op 31 december 1956 werd lijn 5 opgeheven. Tussen 1957 en 1963 werden de tramsporen van lijn 5 uitgebroken.

### Tweede tramlijn 5 (sinds 2006)
Tramlijn 5 is een onderdeel van het anti-fileplan dat de Bond voor Trein-, Tram- en Busgebruikers (BTTB) voorstelde aan De Lijn. Tram 12 (vroeger Schoonselhof - Wim Saerensplein) werd ingekort tot een korte stadslijn (Bolivarplaats - Sportpaleis). De weggevallen stukken werden overgenomen door tram 24 (Schoonselhof - Zuidstation en vandaar verder naar Silsburg) en door deze lijn 5 (Wim Saerensplein - Sportpaleis en vandaar via de premetro verder naar Linkeroever). Door de creatie van deze lijn kregen de inwoners van Deurne een snelle verbinding met het stadscentrum, en kreeg de omgeving van het Sportpaleis er een extra premetrolijn bij, die de zeer drukke lijn 3 wat moest ontlasten.
Op 14 april 2012 is de nieuwe verlenging naar Wijnegem in gebruik genomen, waar sinds 2009 aan gewerkt werd. Tram 5 rijdt samen met tram 10 langs het Wijnegem Shopping Center tot aan de Fortveldstraat in Wijnegem.
In het Masterplan voor de mobiliteit was opgenomen dat tram 5 verlengd ging worden richting Schilde. De nieuwe verhoogde brug over het Albertkanaal in Wijnegem zal echter niet voor trams geschikt zijn. Hierdoor is deze verlenging via de voornoemde brug niet mogelijk.
In de nacht van 31 december 2013 op 1 januari 2014 reed tram 5 als proefproject heel de nacht lang om het half uur vanaf 0 (einde dagdienst) tot 5 uur 's morgens (begin dagdienst). Er werd beslist dit in de nacht van 31 december 2015 op 1 januari 2016 te herhalen. Ook in de nacht van 31 december 2016 op 1 januari 2017 werd dit herhaald en tevens werd deze nieuwjaarsnachttram in de nacht van 31 december 2017 op 1 januari 2018 herhaald. Wegens maatregelen inzake de coronapandemie reed de nieuwjaarsnachttram niet in de nacht van 31 december 2020 op 1 januari 2021 en reed die ook in de nacht van 31 december 2021 op 1 januari 2022 niet. Er was een aanbod tot halfeen 's nachts.
Deze lijn stopte tussen 1 september 2016 en 7 december 2019 niet in station Opera, dat werd omgebouwd tot kruisstation.
In 2015 vervoerde deze tramlijn 12.612.561 passagiers
Op maandag 17 januari 2022 veranderde de halte P+R Linkeroever van naam en werd het de halte Regatta met eindlus voor tramlijn 15. De volgende halte Schep Vreugde veranderde ook van naam en werd de halte P+R Linkeroever met eindlus voor de tramlijn 5 en tramlijn 9.
Door werken voor de Oosterweelverbinding werd vanaf maandag 9 januari 2023 de halte Sportpaleis gesloten en de reizigers naar de nabije halte Ten Eekhove verwezen.

## Toekomst
Deze lijn zal tijdens de premetrowerken van mei 2026 tot november 2026 van Wijnegem Fortveld tot Astrid vervangen worden door de tijdelijke tramlijn 5/9 (Wijnegem Fortveld - P+R Wommelgem). Op het traject van Astrid naar Linkeroever is er dan geen tramverkeer.

### Plan 2021
Volgens plan 2021 zou vanaf eind 2021 de huidige tramlijn 5 worden opgeheven. Het traject tussen station Astrid en de halte Frans Van Dijck zou vervangen worden door het nummer M2. Het gedeelte tussen de halte Ruggeveld en de eindhalte Wijnegem Fortveld zou worden overgenomen door de lijn M4 die daar ook het traject van de huidige tramlijn 10 overneemt. Het traject tussen station Astrid en de eindhalte P+R Linkeroever zou worden overgenomen door de lijn M3 (Zie ook Nethervorming basisbereikbaarheid). Er werd besloten om dit plan uit te stellen omdat er eerst voldoende nieuwe trams moeten zijn voor dit plan wordt uitgevoerd.

## Materieel

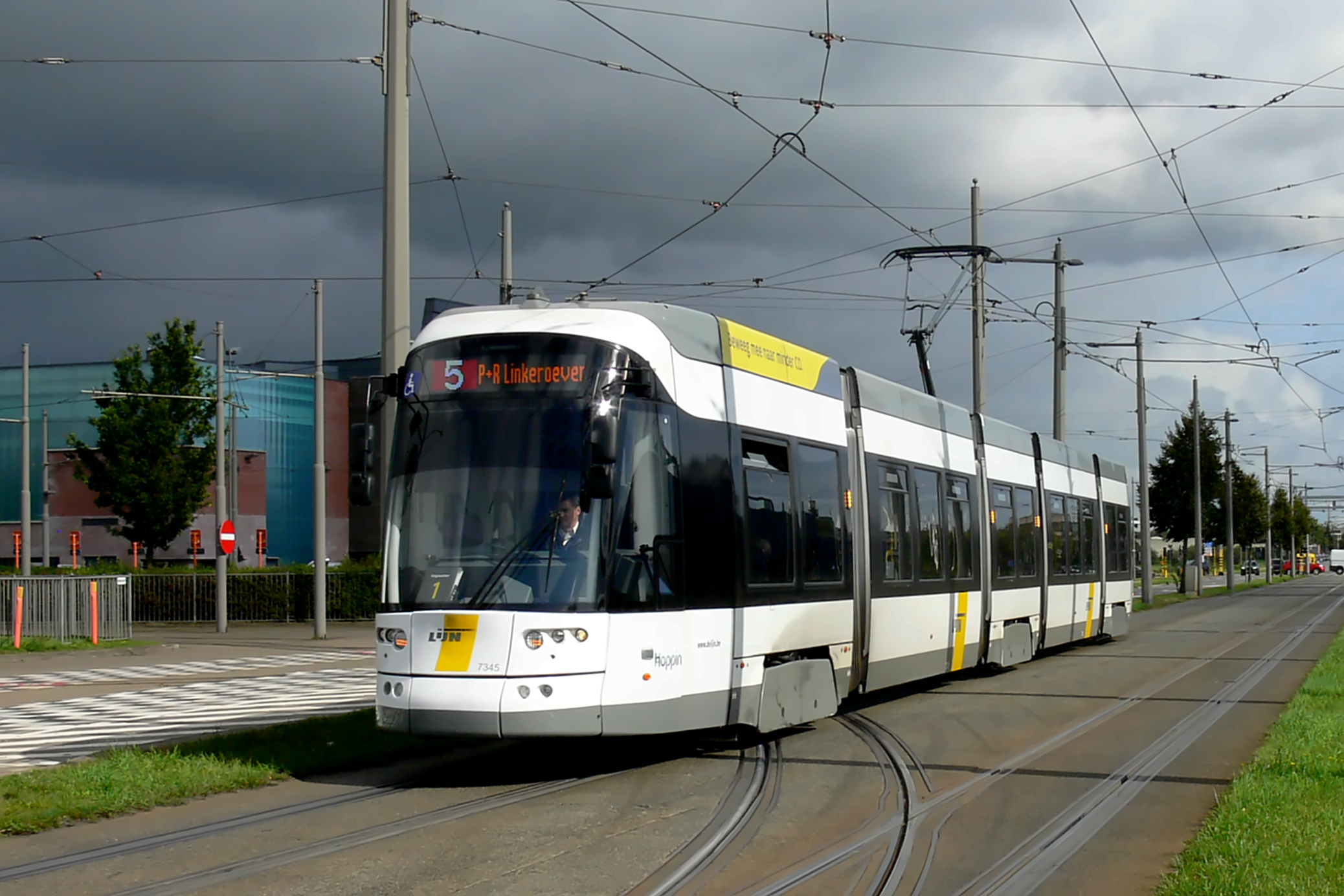
5-delige Albatros nr 7345 op lijn 5 aan de tramstelplaats Deurne
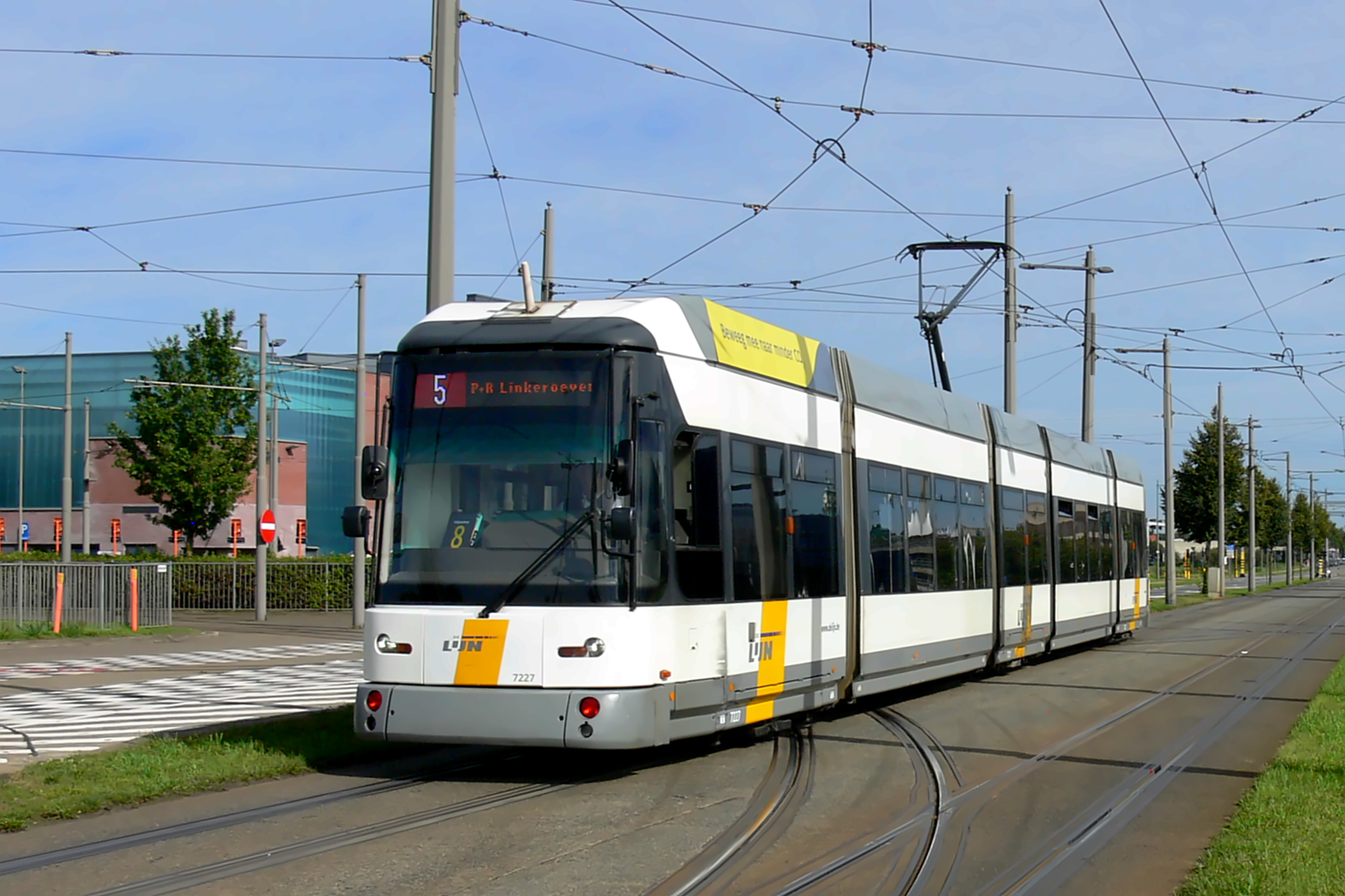
Hermelijn nr 7227 op lijn 5 aan de tramstelplaats Deurne
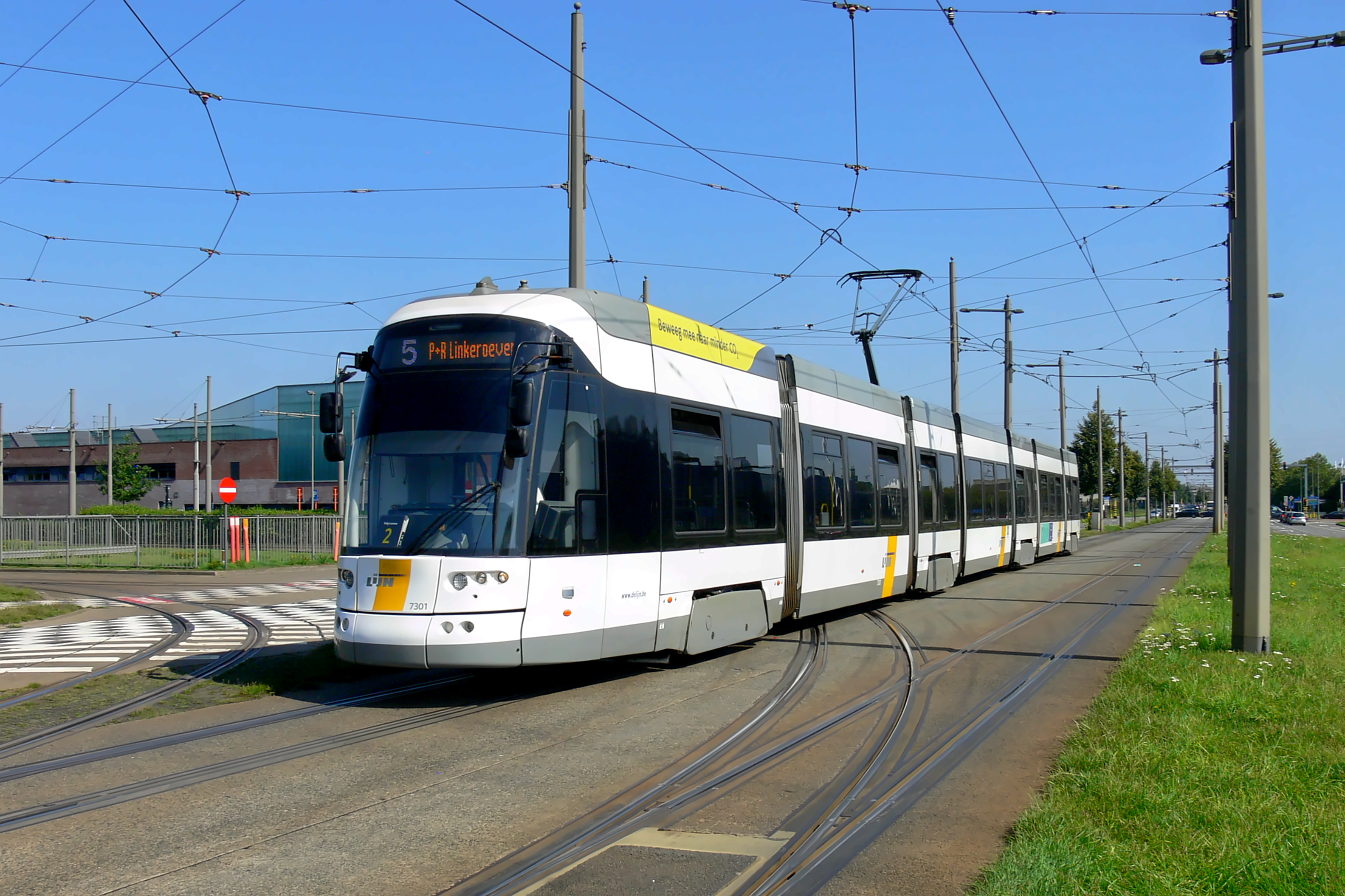
7-delige Albatros

Op deze lijn rijden 7-delige en 5-delige Albatrossen en HermeLijnen.
Op het traject van deze lijn in Deurne werden de eerste gekoppelde HermeLijn trams (die later op lijn 3 ingezet werden) 's nachts uitgetest. Op de lijnfilm stond testrit en geen begin- of eindbestemming.

## Kleur
De kenkleur op het koersbord van deze lijn is een wit cijfer met het getal 5 op een donkerrode achtergrond: .